# La vida según...
La vida según... era un programa de entrevistas en profundidad dirigido y presentado por la periodista Ana Cristina Navarro y realizado por José María Castillo Pomeda que se emitió en La 1 de TVE durante la temporada 1995/96.

## Formato
El programa contó entre sus invitados a importantes personajes de diversas esferas de la cultura, el deporte o el espectáculo, de la talla de Gabriel García Márquez, Joan Manuel Serrat, Pedro Delgado, Luis Rojas-Marcos, Antonio Banderas, Ramón Mendoza, Joaquin Navarro Valls, Carlos Arguiñano, o Carmen Cervera, entre otros muchos.
El programa tenía el interés añadido de ser grabado en escenarios naturales propios o característicos del personaje, por ejemplo la biblioteca del Vaticano en el de Navarro Valls, su restaurante en el de Karlos Arguiñano o su residencia en los casos de Carmen Cervera o Ramón Mendoza.
El programa tenía una hora de duración y se ilustraba con numerosas imágenes y reportajes al hilo de la entrevista.